# Kościół św. Wawrzyńca w Rybniku
Kościół Świętego Wawrzyńca w Rybniku – rzymskokatolicki kościół parafialny w Rybniku, w dzielnicy Ligota - Ligocka Kuźnia, w województwie śląskim. Należy do dekanatu Rybnik archidiecezji katowickiej. Mieści się przy ulicy Wolnej. Obecnym proboszczem Parafii jest ksiądz Jarosław Paszkot.
Kościół znajduje się na Szlaku Architektury Drewnianej województwa śląskiego w pętli rybnickiej. 
Świątynia wybudowana została w Boguszowicach w 1717 roku przez cieślę Jakuba Siedlaczka z Gliwic. Świątynia drewniana o konstrukcji zrębowej na planie krzyża greckiego, oszalowana, wzniesiona na wysokiej współczesnej podmurówce. Wieżę czołową o konstrukcji słupowej, szalowaną deskami dobudowano w 1830 r. Dwuspadowy dach jest pokryty gontem, wyposażenie świątyni jest oryginalne. Budowla jest orientowana. W obecnym miejscu stoi od 1975 roku.
Na uwagę zasługuje barokowe wyposażenie wnętrza świątyni. Szczególnie cenny jest obraz Michała Willmana z 1685 r., przedstawiający męczeństwo św. Wawrzyńca. Wraz z częścią wyposażenia w 1810 r. przeniesiono go z kościoła cysterskiego w Rudach. W ołtarzach bocznych zostały umieszczone barokowy obraz Ukrzyżowania z Matką Boską i umierającym zakonnikiem oraz późnorenesansowy obraz Matki Boskiej z Dzieciątkiem w złoconej szacie. 
Kościół słynie z szopki betlejemskiej z 13 ruchomymi figurami, uruchamianej w okresie Świąt Bożego Narodzenia. Latem 1997 r. wybudowano drewnianą, stylową bramę kościelną z patronem parafii w zwieńczeniu. Wokół kościoła znajduje się urządzony ogród z bogatą kolekcją krzewów ozdobnych i bylin. W latach 1991–1994 parafia św. Wawrzyńca zajmowała pierwsze miejsce w konkursie prezydenta miasta „O ładniejszy Rybnik” – w kategorii „najładniej urządzone otoczenie obiektów użyteczności publicznej”.